# Bushmaster (obrněný transportér)
Bushmaster Protected Mobility Vehicle je australské lehké obrněné vozidlo se znakem náprav 4x4 vyráběné společností Thales Australia (dříve ADI). Vozidlo je vyráběno v několika variantách. Bojově bylo poprvé nasazeno v roce 2005 v Iráku a Afghánistánu. Jeho hlavním uživatelem je Australská armáda. Zakoupily jej i ozbrojené síly dalších zemí.

## Vývoj

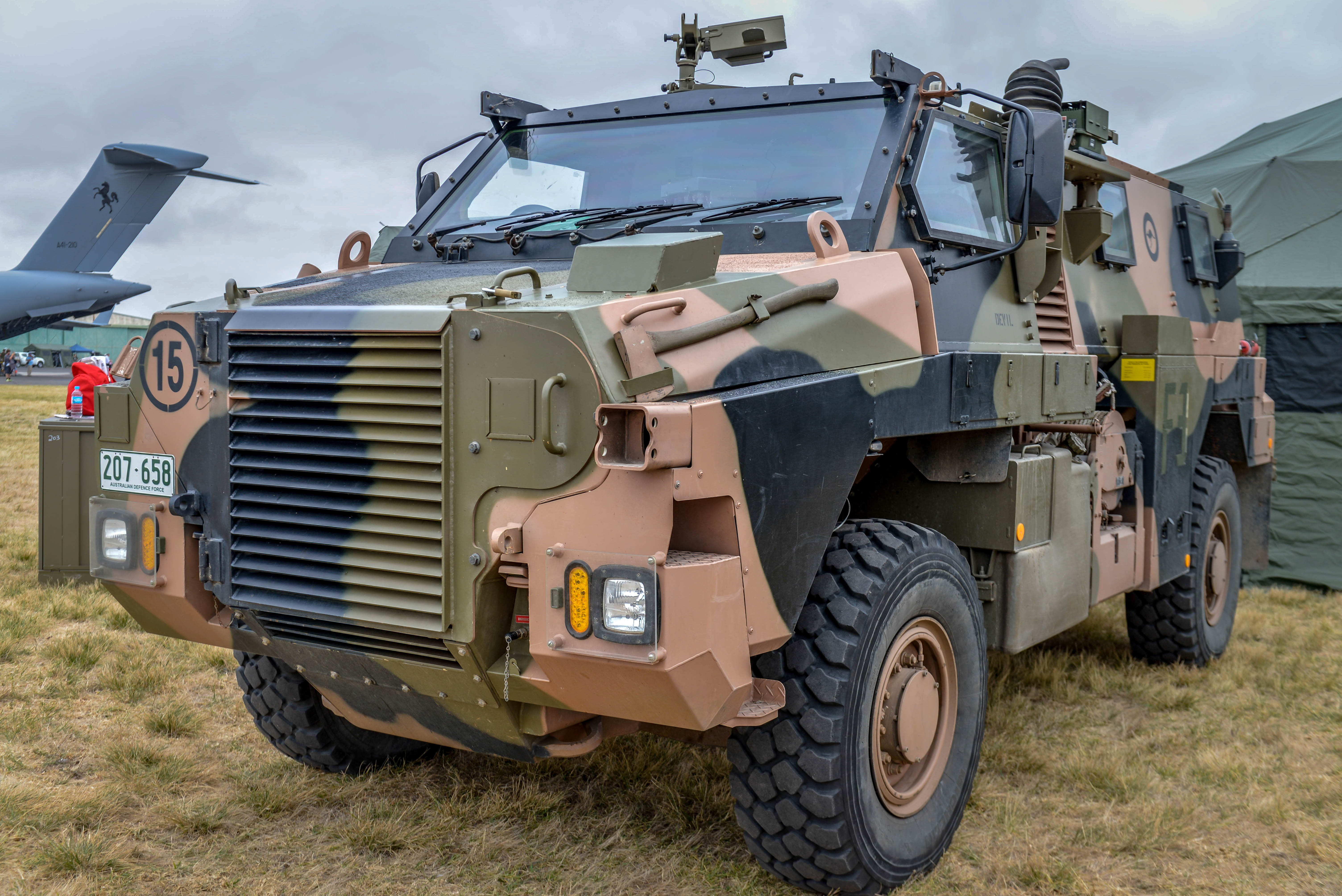
Australské vozidlo Bushmaster

Vozidlo vyvinula australská státní společnost ADI (později Thales Australia). Sériová výroba probíhá v zařízení ve městě Bendigo ve státě Victoria. V roce 2002 bylo objednáno prvních 300 vozidel v šesti verzích (obrněný transportér, ambulance, řízení palby, minomet, ženijní). Dodány byly v letech 2004–2008. V dalších letech byly objednány další výrobní série. V červnu 2013 australské ozbrojené síly převzaly 1000. vozidlo Bushmaster. V roce 2008 výrobce dokončil vývoj užitkové verze Bushmasteru, která uveze až 4000 kg nákladu.
V roce 2006 ADI uzavřela licenční dohodu s americkou společností Oshkosh Corporation, která derivát Bushmasteru neúspěšně nabízela námořní pěchotě v soutěži na vozidla MRAP. V roce 2010 bylo vozidlo rovněž neúspěšně nabízeno v Kanadě.

## Konstrukce

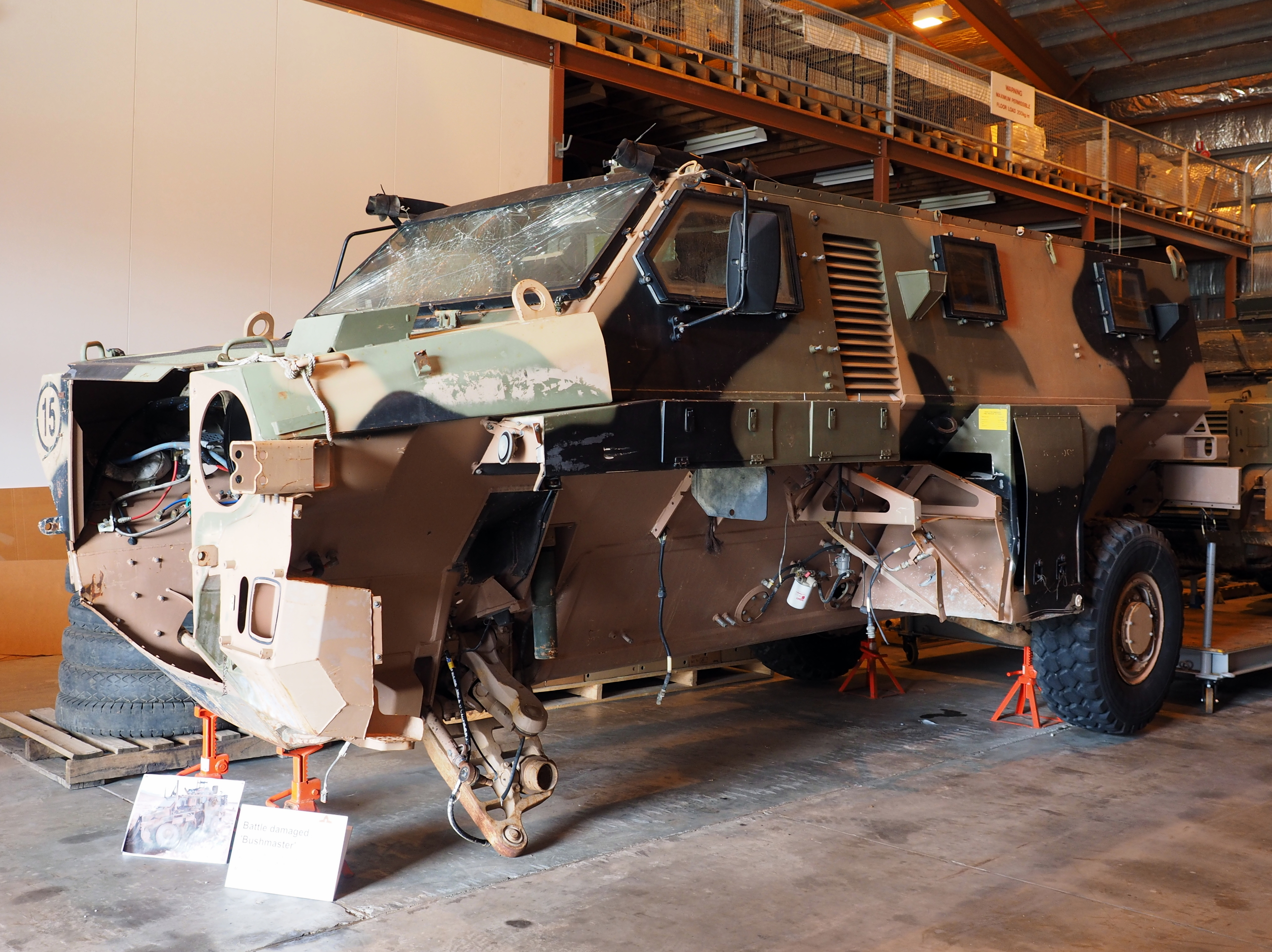
Australský Bushmaster poškozený v Afghánistánu

Vozidlo má zvýšenou odolnost proti minám, improvizovaným výbušným zařízením, minometným střepinám a ručním zbraním do ráže 7,62 mm. Přispívá k ní tvarování podlahy korby do tvaru V. Hmotnost naloženého vozidla dosahuje až patnáct tun. Kromě řidiče a velitele vozidlo pojme až sedm osob. Vpředu sedí řidič a v přepravním prostoru je osm sedaček. Řidič i výsadek z vozidla vidí neprůstřelnými okny. Posádka využívá komunikační systém Thales SOTAS M2. Hlavní výzbroj je umístěna v dálkově ovládané zbraňové stanici. Pohání jej šestiválcový diesel Caterpillar 3126 ATAAC o výkonu 300hp (224kW) s automatickou převodovkou Allison MD3070PT. Nejvyšší rychlost na silnici dosahuje 100 km/h. Cestovní rychlost je 90 km/h. Dosah je 800 km. Vozidlo Bushmaster je přepravitelné transportními letouny C-130 Hercules.

## Služba
Australská armáda svá vozidla Bushmaster nasadila od dubna 2005 v Iráku a od září 2005 v Afghánistánu. Po ruské invazi na Ukrajinu nasadily Ukrajinské pozemní síly vozidla Bushmaster dodaná Austrálií.

## Uživatelé
- Austrálie
- Fidži
- Indonésie
- Jamajka V prosinci 2013 objednáno dvanáct vozidel. Dodány do roku 2016.[1]
- Japonsko V dubnu 2014 objednána čtyři vozidla. Dodána v březnu 2015.[1]
- Nizozemsko V srpnu 2006 objednáno 25 vozidel pro nasazení v Afghánistánu. Po dalších objednávkách se jejich počet zvýšil až na 86.[1]
- Nový Zéland V roce 2020 schválen nákup 43 vozidel. Dodávky začaly v roce 2023.[3]
- Ukrajina V letech 2022–2023 dodáno 120 vozidel.[2]
- Spojené království